# Vincent Lobelle
Vincent Lobelle est un réalisateur français né le 10 novembre 1972.

## Biographie
Vincent Lobelle a travaillé dans la publicité avant de se consacrer - avec Stephen Cafiero - à la réalisation d'un premier long métrage, Les Dents de la nuit, sorti en 2008

## Filmographie
- 2008 : Les Dents de la nuit (coréalisateur : Stephen Cafiero)
- 2014 : Dans la peau d'un bipolaire (TV)
- 2017 : Momo (coréalisateur :  Sébastien Thiéry)

## Publicité
- 2024 : Uber Eats[2]